# Лидорики
Лидорики (на гръцки: Λιδωρίκι) е планинско село в Гърция. Намира се на 47 км от Амфиса. Административен център е на дем Дорида в ном Фокида в Централна Гърция. Разположено е на 700 м надморска височина на югозападните склонове на планината Гиона на брега на язовир Морнос.
Лидорики е засвидетелствано като епископия на Лариската митрополия в края на IX век. От хрониката на Галаксиди става ясно, че Лидорики е засегнато от чума през 1054 г. След 1204 г. селото влиза в състава на Епирското деспотство до 1327 г., след което е окупирано от каталунците от Атинското херцогство и става част от графство Салона начело със семейство Фадрике. През януари 1394 г. Лидорики е превзето от османците при управлението на султан Баязид I, след което за кратко е под властта на деспота на Морея Тодор I Палеолог, но през 1397 г. е окончателно завладяно от османците. По време на гръцката война за независимост на 28 март 1821 г. е обявено за първото свободно от турци селище в Румели. 